# Вандермонд, Александр Теофил
Александр Теофил Вандермонд (фр. Alexandre-Théophile Vandermonde; 28 февраля 1735, Париж — 1 января 1796, там же) — французский музыкант и математик. Известен главным образом благодаря работам по высшей алгебре, особенно по теории детерминантов.
Член Парижской академии наук.

## Биография
Главным увлечением Вандермонда была музыка — он играл на скрипке, а к математике обратился лишь к 35 годам. В 1771 году Вандермонд был довольно неожиданно избран в Парижскую академию наук после написания своей первой статьи («Mémoire sur la résolution des équations»), в которой он провёл исследование симметрических функций и решения круговых полиномов. Эта работа предвосхитила появившуюся позднее теорию Галуа. Как заявил Леопольд Кронекер в 1888 году, с первой работы Вандермонда началась современная алгебра. Коши также утверждал, что основные идеи теории групп принадлежат Вандермонду, а не Лагранжу.
В течение следующего года вышло ещё три статьи Вандермонда, которые явились всем его вкладом в развитие математики. Статья «Remarques sur des problèmes de situation» (1771) была посвящена задаче о ходе коня, «Mémoire sur des irrationnelles de différents ordres avec une application au cercle» (1772) — комбинаторике, а в работе «Mémoire sur l'élimination» (1772) были заложены основы теории детерминантов, причём определитель Вандермонда явно в ней не упоминался.
В честь Вандермонда был назван специальный класс матриц — матрицы Вандермонда, а также элементарное равенство в комбинаторике — свёртка Вандермонда.
В 1777 году Вандермонд опубликовал результаты экспериментов, выполненных совместно с Безу и Лавуазье, по низким температурам, в частности исследования эффектов особенно сильных морозов 1776 года. Спустя 10 лет в сотрудничестве с Гаспаром Монжом и Бертолле Вандермонд написал две статьи по производству стали, целью которой было улучшение качества стали для штыков.